# 向阳街道 (三门峡市)
向阳街道是中国河南省三门峡市开发区下辖的一个街道。

## 行政区划
向阳街道下辖：向阳村、三里桥村、后川村、韩庄村、南关村。